# Téryho chata
Le Téryho chata (en français « chalet de Téry ») est un refuge de montagne qui se trouve dans les Hautes Tatras (Carpates occidentales) au sud-est du Ľadový štít. Il est situé à 2 015 mètres d'altitude près de lacs d'origine glaciaire. Il fournit des repas et un hébergement pour 24 personnes.

## Histoire
Le refuge a été construit en 1899. Il a d'emblée porté son nom actuel, celui du médecin Edmond Téry (1856 – 1917) qui œuvra dans le développement touristique des Hautes Tatras.

## Accès
Son accès le plus facile est balisé en vert. Le chemin part du Zamkovského chata en suivant la vallée de Malá Studená dolina.